# Porphyrinia roseana
Porphyrinia roseana là một loài bướm đêm trong họ Noctuidae.